# Tanneguy Le Bœuf d'Osmoy
Tanneguy-Alfred-Antonin Le Bœuf, comte d'Osmoy, né le 1er juillet 1862 à Champigny-la-Futelaye et mort le 15 avril 1922 à Toulon, est un officier de marine et homme politique français, député de l'Eure.

## Biographie
Fils du comte Charles d'Osmoy, Tanneguy Le Bœuf d'Osmoy entre à l'École navale en 1879 et prend part à l'expédition du Tonkin en tant que lieutenant de vaisseau.
Au décès de son père en 1894, Tanneguy Le Bœuf d'Osmoy quitte l'armée, le remplace dans son mandat de conseiller général de l'Eure et devient conseiller municipal de Bonneville-Aptot. Il est élu député de l'Eure le 27 avril 1902 par les électeurs de l'arrondissement de Pont-Audemer, qui le reconduisent dans son mandat en 1906.
Lieutenant de vaisseau de réserve, il est mobilisé pendant la Première Guerre mondiale et sert comme deuxième aide de camp du major général à Toulon. Il est promu capitaine de corvette en 1917. Il est démobilisé en 1919 avec le grade de capitaine de corvette de réserve.

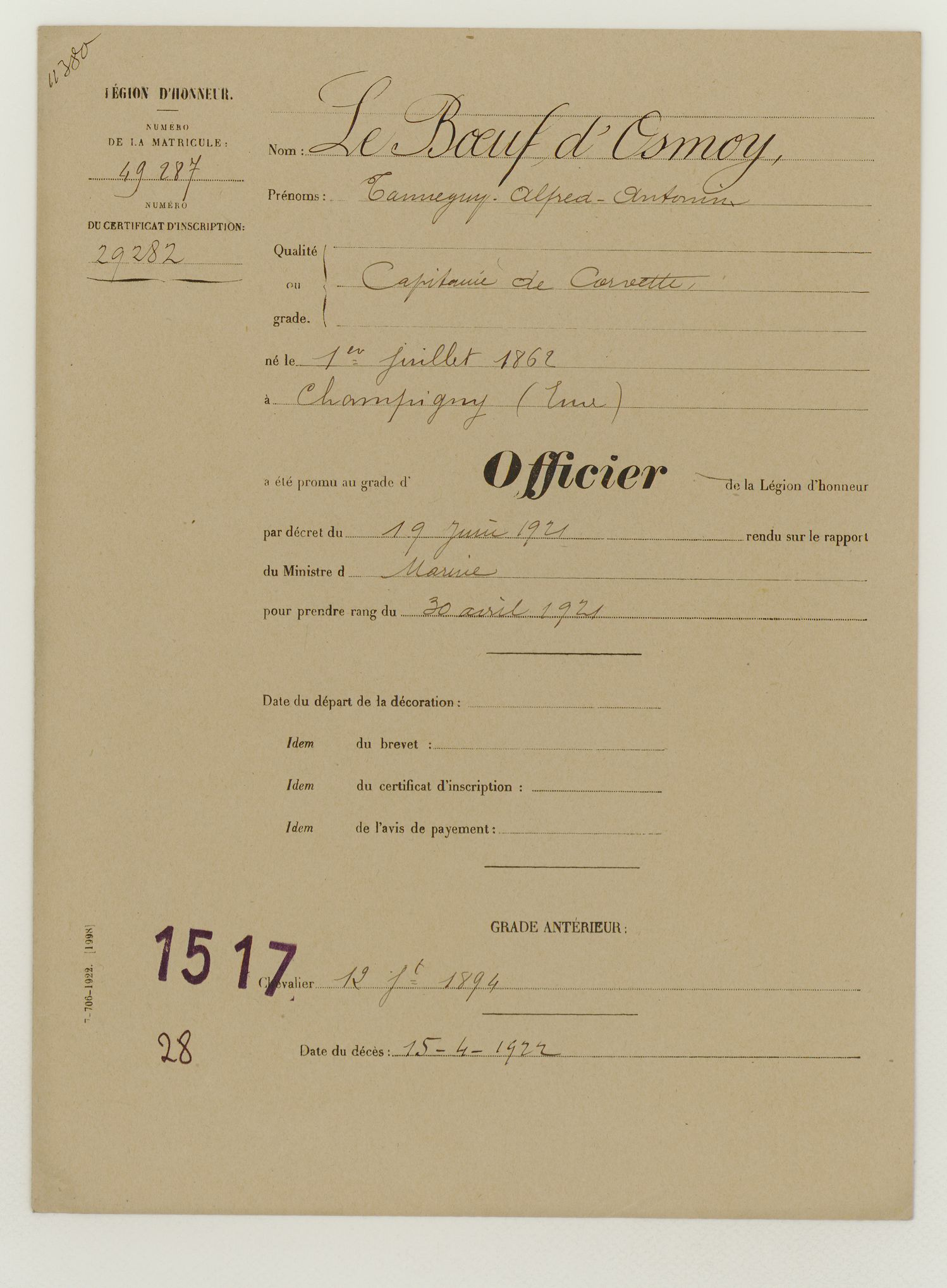
Certificat de l'état d'Officier de la Légion d'honneur.

Il préside les conseils d'administration de plusieurs sociétés industrielles. Nommé chevalier en 1894, Tanneguy Le Bœuf d'Osmoy a été promu officier de la Légion d'honneur en 1921.
Il meurt dans une villa de Toulon où il s'était retiré pour raisons de santé.

## Distinctions
- Officier de la Légion d'honneur (1921)

## Sources
- « Tanneguy Le Bœuf d'Osmoy », dans le Dictionnaire des parlementaires français (1889-1940), sous la direction de Jean Jolly, PUF, 1960 [détail de l’édition]